# Nicolás Laprovittola
Nicolás Laprovittola (Morón, 31 de janeiro de 1990), chamado também de Nico ou Lapro, é um jogador profissional de basquete argentino, que atualmente defende o FC Barcelona na Liga Endesa e EuroLiga. Antes de se mudar para o basquete estadounidense, Laprovíttola jogou por seis temporadas no Club Atlético Lanús da Liga Nacional de Básquet, dois pelo Flamengo, uma pelo Lietuvos Rytas na liga lituana e uma pelo Movistar Estudiantes da liga espanhola.
Pelo Clube de Regatas do Flamengo teve ótimas atuações e bastante destaque no time, conquistando todos os títulos possíveis pelo Basquete Brasileiro, e um mundial interclubes.
Nicolás jogou pelo Seleção Nacional da Argentina durante o Campeonato Sul-Americano de Basquete de 2012, no qual conquistou a medalha de ouro. Ele também foi convocado pelo técnico Julio Lamas para representar o país em 2013 para o FIBA Liga das Américas e também para o Campeonato Mundial de 2014 na Espanha.

## Lanús
Seus primórdios do basquete foi desenvolvido no Club Deportivo Morón, em seguida, passo Club Atlético Lanús quando tinha 17 anos de idade. Em 2007, o Lanús ligada a sua estréia profissional, quando o clube estava ativo no Torneo Nacional de Ascenso que temporada conseguido promoção para os clubes da primeira divisão, Liga Nacional de Básquet.
Laprovíttola levou sua equipe para o Final Series na temporada de 2012-2013, contra o Regatas Corrientes. Mas a experiência da equipe liderada por Paolo Quinteros, Federico Kammerichs e Jerome Meyinsse foi crucial durante a série, eo time de Corrientes ganhou seu primeiro título nacional.
Após a temporada, Lapro foi selecionado para a primeira fase de treinamento da seleção argentina de basquete, que jogou a Copa Stankovic, na China, que teve excelentes performances.  Durante a sua preparação para a Copa América 2013 FIBA, Nicolás falou sobre seu entusiasmo em trabalhar para o Flamengo, a quem ele dirigiu vários elogios.  

### Flamengo
Nico foi contratado pelo Flamengo. Com o Flamengo, ganhou todos os títulos possíveis: FIBA Liga das Américas de 2014, Bicampeão do NBB, Campeão Intercontinental de 2014 sobre o Maccabi Tel Aviv, Campeão Sul-Americano, entre outros.

### Saída do Flamengo
No final de julho de 2015, Nico anunciou que ia sair do Flamengo, com destino ao Lietuvos rytas, da Lituânia. 

### Movistar Estudiantes
O atleta, de 25 anos e 1,90 de altura, vinha atuando pelo Lietuvos Rytas, da Lituânia. Com o time madrilenho, ele assinou contrato até o fim da próxima temporada, em meados de 2016.

## Estatísticas
| † | Denota temporadas em que equipe de Laprovittola foi campeão |
|   | Líder da liga                                               |

### LNB Temporada regular e Playoffs[6]
| Ano      | Equipe | PJ  | MPJ  | 2P   | 3P   | LL   | RT  | AS  | BR  | TO | PPJ  |
| -------- | ------ | --- | ---- | ---- | ---- | ---- | --- | --- | --- | -- | ---- |
| 2008–09  | Lanús  | 48  | 21.7 | .530 | .370 | .730 | 1.6 | 1.7 | 0.9 | .1 | 5.9  |
| 2009–10  | Lanús  | 52  | 21.5 | .570 | .380 | .750 | 1.7 | 2.2 | 1.0 | .0 | 6.8  |
| 2010–11  | Lanús  | 52  | 23.0 | .500 | .370 | .830 | 2.2 | 2.6 | 1.0 | .1 | 8.3  |
| 2011–12  | Lanús  | 48  | 28.9 | .560 | .370 | .800 | 2.9 | 3.8 | 1.1 | .1 | 10.2 |
| 2012–13  | Lanús  | 55  | 30.2 | .480 | .390 | .810 | 2.5 | 3.7 | 1.3 | .1 | 10.5 |
| Carreira |        | 255 | 25.1 | .520 | .380 | .790 | 2.2 | 2.8 | 1.1 | .1 | 8.4  |

### FIBA Liga das Américas
| Ano      | Equipe   | PJ | MPJ  | 2P   | 3P   | LL   | RT  | AS  | BR  | TO | PPJ  |
| -------- | -------- | -- | ---- | ---- | ---- | ---- | --- | --- | --- | -- | ---- |
| 2013     | Lanús    | 9  | 27.9 | .556 | .450 | .880 | 1.3 | 4.2 | 1.1 | .2 | 11.0 |
| 2014†    | Flamengo | 8  | 30.6 | .500 | .354 | .750 | 3.2 | 6.2 | .6  | .0 | 14.4 |
| 2015     | Flamengo | 8  | 30.9 | .629 | .522 | .909 | 3.9 | 7.1 | 1.5 | .0 | 17.0 |
| Carreira |          | 25 | 29.7 | .565 | .439 | .821 | 2.8 | 5.8 | 1.1 | .1 | 14.0 |

### Temporada regular da NBB
| Ano      | Equipe   | PJ | MPJ  | 2P%  | 3P%  | LL%   | RT  | AS  | BR  | TO | PPJ  |
| -------- | -------- | -- | ---- | ---- | ---- | ----- | --- | --- | --- | -- | ---- |
| 2013–14† | Flamengo | 27 | 32.0 | .497 | .456 | .777  | 3.1 | 4.7 | 1.1 | .0 | 15.4 |
| 2014–15† | Flamengo | 29 | 27.2 | .551 | .457 | .791  | 3.0 | 5.6 | 1.2 | .0 | 11.6 |
| Carreira |          | 56 | 29.6 | .520 | .456 | .783  | 3.1 | 5.1 | 1.2 | .0 | 13.4 |
| All-Star |          | 2  | 18.8 | .619 | .286 | 1.000 | 6.0 | 6.0 | .7  | .0 | 15.5 |

### Playoffs da NBB
| Ano      | Equipe   | PJ | MPJ  | 2P%  | 3P%  | LL%  | RT  | AS  | BR  | TO | PPJ  |
| -------- | -------- | -- | ---- | ---- | ---- | ---- | --- | --- | --- | -- | ---- |
| 2014†    | Flamengo | 9  | 31.6 | .480 | .408 | .892 | 3.7 | 5.7 | 1.1 | .0 | 15.9 |
| 2015†    | Flamengo | 10 | 28.3 | .517 | .324 | .850 | 4.1 | 6.0 | 1.0 | .0 | 16.6 |
| Carreira |          | 19 | 29.9 | .506 | .373 | .870 | 3.9 | 5.8 | 1.1 | .0 | 16.2 |

## Títulos
Flamengo
- Copa Intercontinental: 2014
- Liga das Américas: 2014
- NBB:  2013–14, 2014–15

### SeleçãoArgentina
- 2008 - Campeão do Campeonato Fiba Américas sub-18
- 2012 - Campeão do Campeonato Sul-Americano de Basquetebol